# Cecilie Sandvej
Cecilie Sandvej, née le 13 juin 1990 au Danemark, est une footballeuse internationale danoise qui évolue au poste de défenseure à Dijon.

## Biographie

### Carrière en club
Cecilie Sandvej rejoint le Brøndby IF en 2009, après avoir joué pour l'Horsens SIK et SønderjydskE. 
En octobre 2013, le Perth Glory FC annonce la venue de Sandvej pour la saison 2013-2014. Sandvej dispute en tout onze matches en faveur de Glory, qui termine cinquième du championnat. 
En février 2014, Sandvej signe avec le club de Washington Spirit en NWSL. Cette expatriation est un échec (aucun match joué) et durant l'été, elle est transférée au SC Sand en Bundesliga. Par la suite, en 2017, elle signe au FFC Francfort.
Le 4 août 2021, elle rejoint Birmingham City Women Football Club.

### Carrière internationale
Cecilie Sandvej fait ses débuts internationaux en juillet 2009, en tant que remplaçante lors d'une victoire 2-1 en amicale contre l'Islande à Staines, en Angleterre. Elle est appelée dans l'équipe nationale danoise pour l'Euro 2013 organisé en Suède. Elle est également sélectionnée pour participer à l'Euro 2017 qui se déroule aux Pays-Bas. 

## Palmarès

### Club
Brøndby IF
Vainqueur
- Elitedivisionen : 2010-2011, 2011-2012, 2012-2013
- Coupe du Danemark : 2010-2011, 2011-2012, 2012-2013